# Alexander Enmann
Alexander Enmann (Pernau, 1 de septiembre de 1856-San Petersburgo, 14 de julio de 1903) fue un filólogo clásico e historiador baltoalemán nacido en Estonia y fallecido en Rusia.

## Biografía
Hijo de un médico, Enmann estudió historia de 1874 a 1880 en la Universidad de Dorpat (hoy Tartu). De 1883 a 1897, fue bibliotecario de la Academia Rusa de Ciencias en San Petersburgo, y al mismo tiempo enseñó historia en la Escuela de Santa Catalina (1885-88) y en la Escuela de la parroquia reformada de San Petersburgo (1888-1903).
Trabajó sobre el historiador romano Pompeyo Trogo, pero es conocido sobre todo por el descubrimiento de una hipotética obra historiográfica latina perdida del siglo IV después de Cristo, llamada en su honor Enmannsche Kaisergeschichte. También colaboró en la enciclopedia de mitología grecorromana Ausführliches Lexikon der griechischen und römischen Mythologie

## Obras
- Über die Quellen der sicilischen Geschichte bei Pompejus Trogus, Dorpat, Universität, Magister-Arbeit, 1880
- Untersuchungen über die Quellen des Pompejus Trogus für die griechische und sicilische Geschichte. Von der hist.-philologischen Facultät der Kaiserlichen Universität Dorpat ... gekrönte ... Preisschrift, Dorpat 1880
- Eine verlorene Geschichte der römischen Kaiser und das Buch De viris illustribus urbis Romae. Quellenstudien, in: Philologus, Supplement-Band 4, 1884, S. 338-510.
- Kritische Versuche zur ältesten griechischen Geschichte: 1. Kypros und der Ursprung des Aphroditekultus, St. Petersburg 1887 (= Dorpat, Universität, Dissertation, 1887)
- Zur römischen Königsgeschichte, St. Petersburg 1892
- Die neuentdeckte archaische Inschrift des römischen Forums, in: Bulletin de l'Académie Imperiale des sciences de St.-Petersburg 11, 1899, Nr. 5
- Die älteste Redaktion der Pontifikalannalen, in: Rheinisches Museum für Philologie 57, 1902, S. 517-